# 三菱ふそう・Wシリーズ
三菱ふそう・Wシリーズ は、かつて三菱日本重工→三菱自動車工業（現:三菱ふそうトラック・バス）が製造・販売していた、大型トラックまたは大型セミトラクタである。

## 概要
重量物輸送専用のセミトラクタで、日本で製造されていたセミトラクタの中では最大級のサイズである。その特殊性から受注生産による生産で、ベッドレス車が基本だがベッド付き車も選択可能であった。
宇部伊佐専用道路ではエンジンをアメリカのカミンズ製KTA525型525馬力エンジンを搭載し、専用の大型ラジエーターグリルを装着。合わせてヘッドライトをザ・グレート同様のものに変更（初期は丸目4灯）した、特注仕様のNV216型が使用されていた。
基本的に前軸も駆動する総輪駆動だが、W400・NW413・NW419・NV216型は前軸を駆動しない後2軸駆動である。

## 歴史
- 1966年　Tシリーズボンネット車のモデルチェンジに伴い派生車種として登場。
- 1981年　W400系がNW410系にビッグマイナーチェンジ。外観はキャブが更にかさ上げされ、左右に配されたラジエーターグリルが特徴。
- 1991年　生産中止。

## ラインアップ
数字の下1桁はエンジン馬力によって変化する。
- W80系　   6DC20 V6ディーゼルエンジン 190馬力
- W120系    ⇂
- W122系    8DC20 V8ディーゼルエンジン 250馬力
- W150系    ⇂
- W250系    ⇂
- W400系    ⇂
- NW413系  8DC8 V8ディーゼルエンジン 275馬力・290馬力（年式による）
- NW419系  8DC11 V8ディーゼルエンジン 355馬力